# Grand Prix de la Libération
De Grand Prix de la Libération was een in Nederland verreden ploegentijdrit die ook enkele malen deel uitmaakte van de wereldbeker wielrennen. In totaal werd de wedstrijd vier keer verreden en telkens door een Nederlandse ploeg gewonnen.
In 2005 werd voor het eerst de UCI ProTour Ploegentijdrit gereden. Deze wedstrijden kan worden beschouwd als de opvolger van de Grand Prix de la Libération. Ook de UCI ProTour Ploegentijdrit bestond slechts enkele jaren.

## Winnaars
- 1988 -  Superconfex-Kwantum
- 1989 -  TVM-Ragno
- 1990 -  PDM-Concorde
- 1991 -  Buckler